# 마츠야마 타카시
마츠야마 타카시(Takashi Matsuyama, 1960년 4월 2일 ~ )는 일본의 배우, 일본의 성우, 텔레비전 배우이다.
도쿄에서 태어났다.

## 영화
- 제물공주와 짐승의 왕 (2023년) - 테트 4세
- 호오즈키의 냉철 (2014년)
- 슬레이어즈 레볼루션 (2008년)
- 클라나드 (2007년) - 텐슈 목소리 역
- 짱구는 못말려 극장판: 태풍을 부르는 노래하는 엉덩이 폭탄! (2007년) - UNTI 대원 고릴라 목소리 역
- 시부야 15 (2005년)
- 그루지 (2004년)
- 탑 블레이드 더 무비 (2002년) - 기드온 목소리 역
- 주온 - 극장판 (2002년) - 사에키 타케오 역
- 테니스의 왕자 (2001년)
- 가면 라이더 - 쿠우가 (2000년) - 스기타 모리미치 역
- 주온 - 비디오판 2 (2000년)
- 주온 - 비디오판 (2000년)
- 쥬베이짱: 러브리 안대의 비밀 (1999년)
- 아이들의 장난감 (1996년)
- 공각기동대 (1995년) - 테러리스트 목소리 역